# Minois dryas
Minois dryas és una espècie de lepidòpter papilionoïdeu de la família dels nimfàlids (Nymphalidae).

## Distribució
S'estén des de l'extrem nord de la península Ibèrica i per gran part del sud de l'Europa central, incloent França, excepte els extrems nord i nord-oest, Suïssa, nord d'Itàlia, sud d'Alemanya, sud de Polònia i els Balcans fins al nord de Grècia. També és present a Turquia, oest i Àsia central, fins a Mongòlia i el Japó. A la península Ibèrica només es troba a la Serralada Cantàbrica i extrem oest dels Pirineus.

## Descripció
Envergadura alar d'entre 47 i 61 mm. Dimorfisme sexual poc evident per, en el cas de les femelles, tenir un color més pàl·lid, ocels més prominents i mida superior. Anvers de color bru fosc amb dos grans ocels negres amb centre blavós a la part exterior de l'ala anterior, mentre que l'ala posterior només en presenta un de petit. Revers de l'ala anterior similar a l'anvers. L'ala posterior és bru fosc amb una banda blanquinosa i una de fosca a la part exterior, d'intensitat variable.

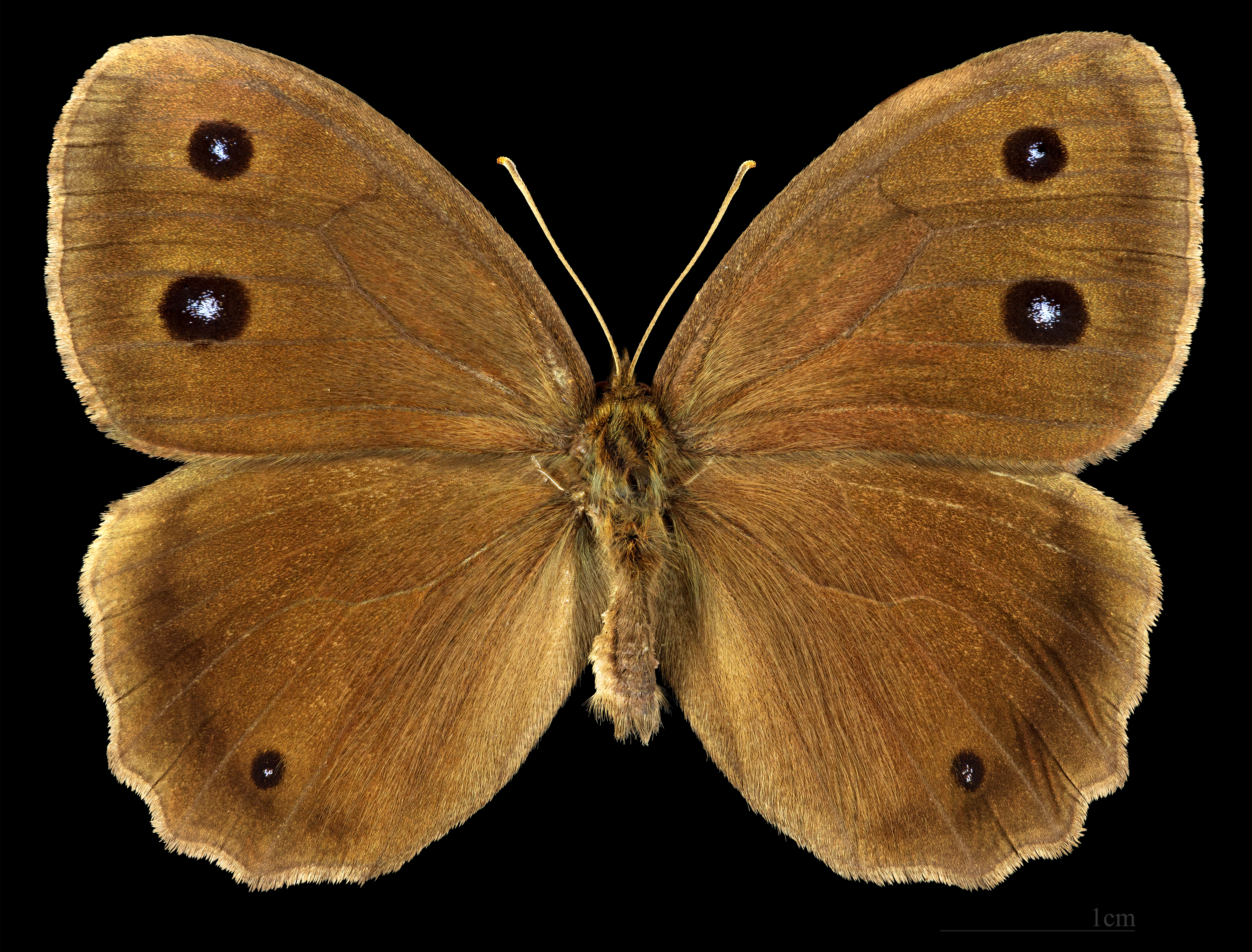
Minois dryas ♂
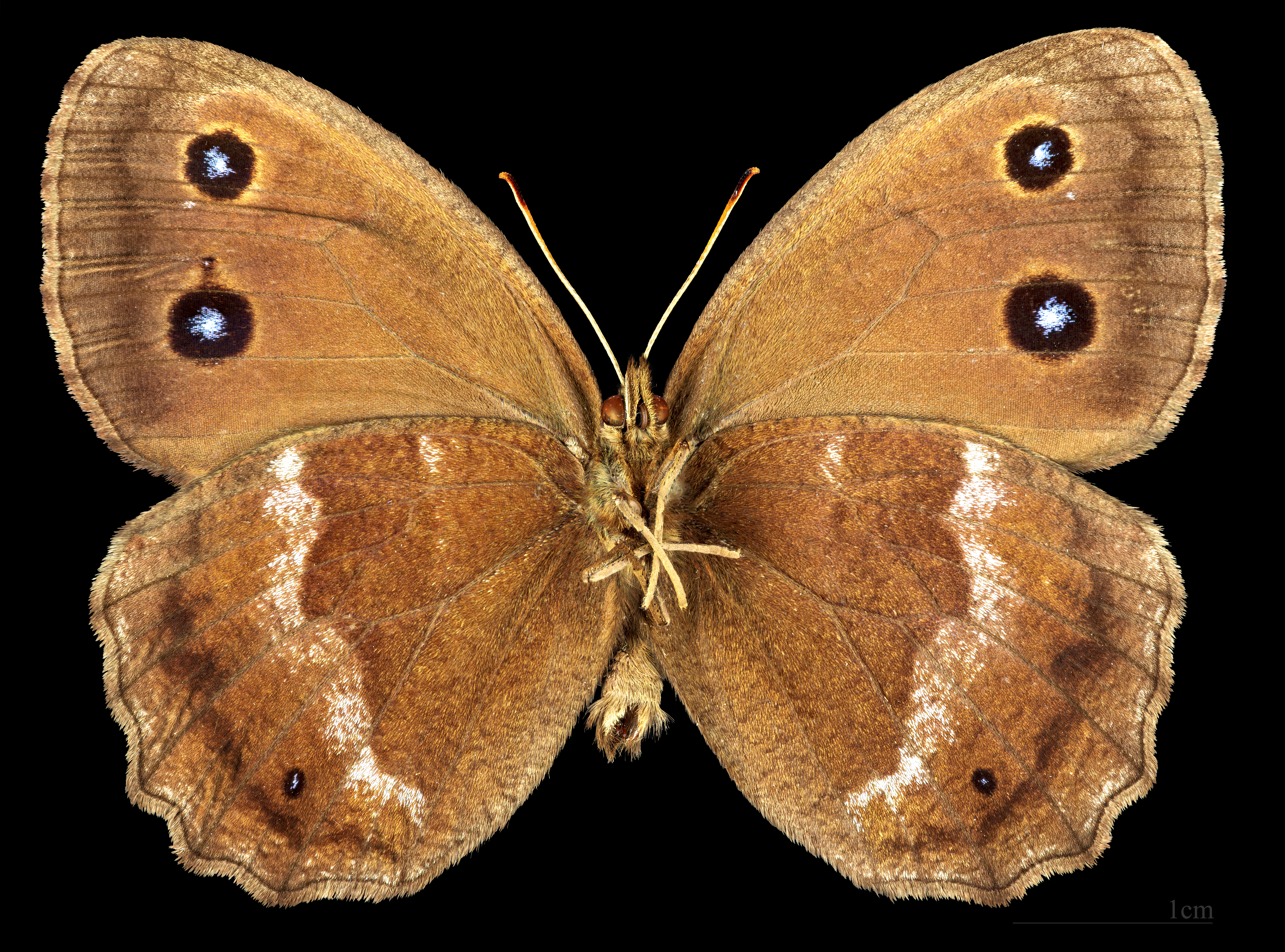
Minois dryas ♂ △

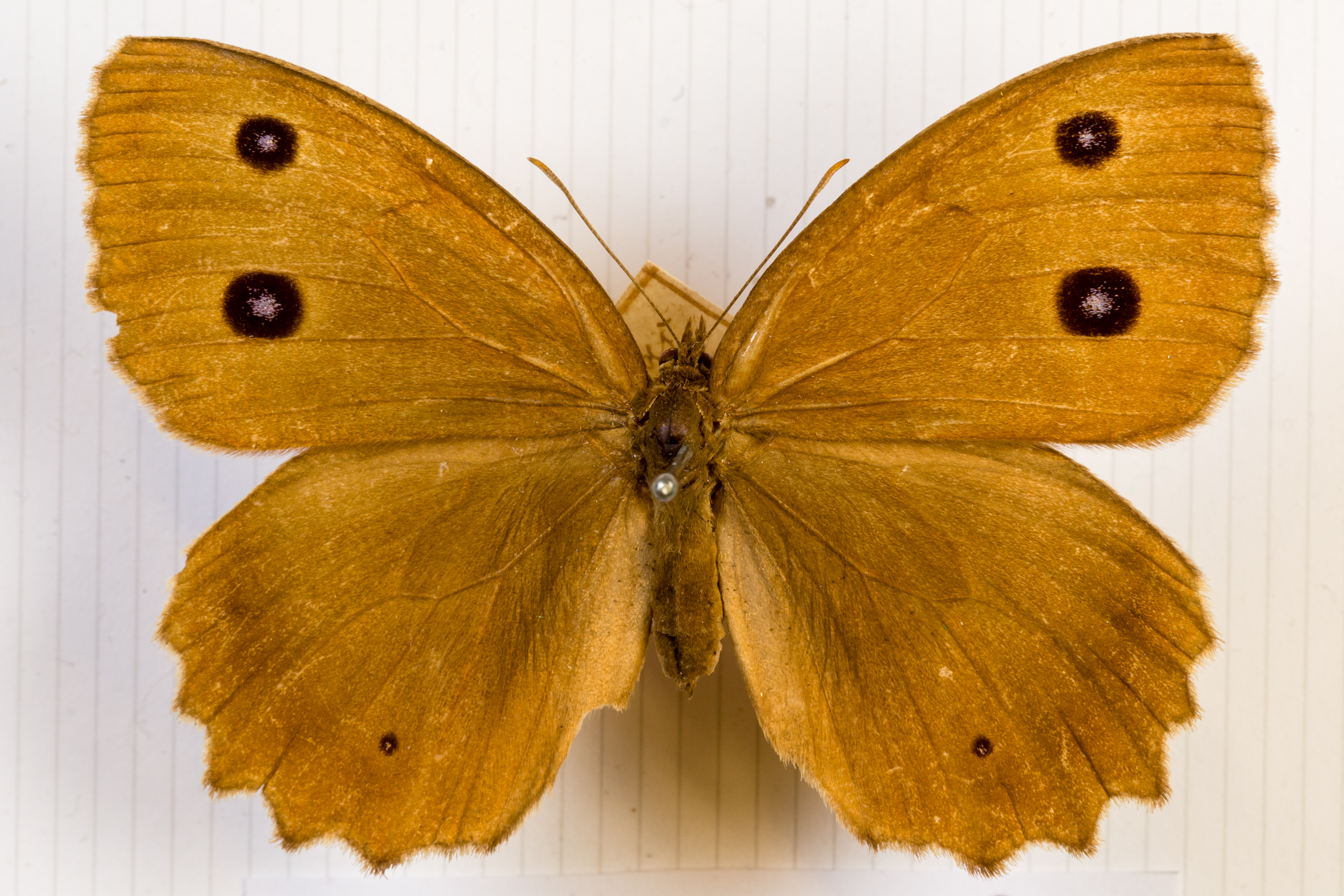
Femella anvers
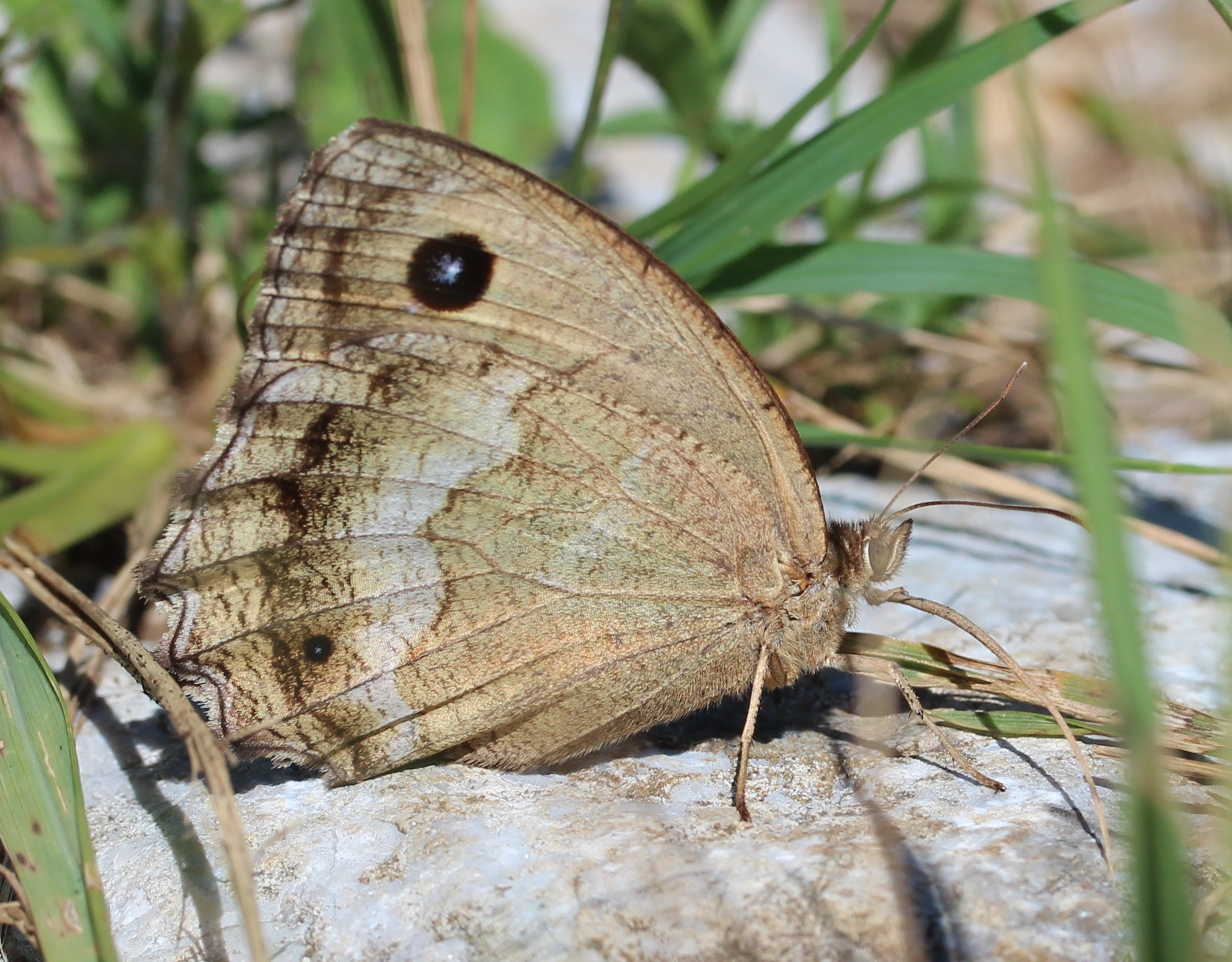
Femella revers
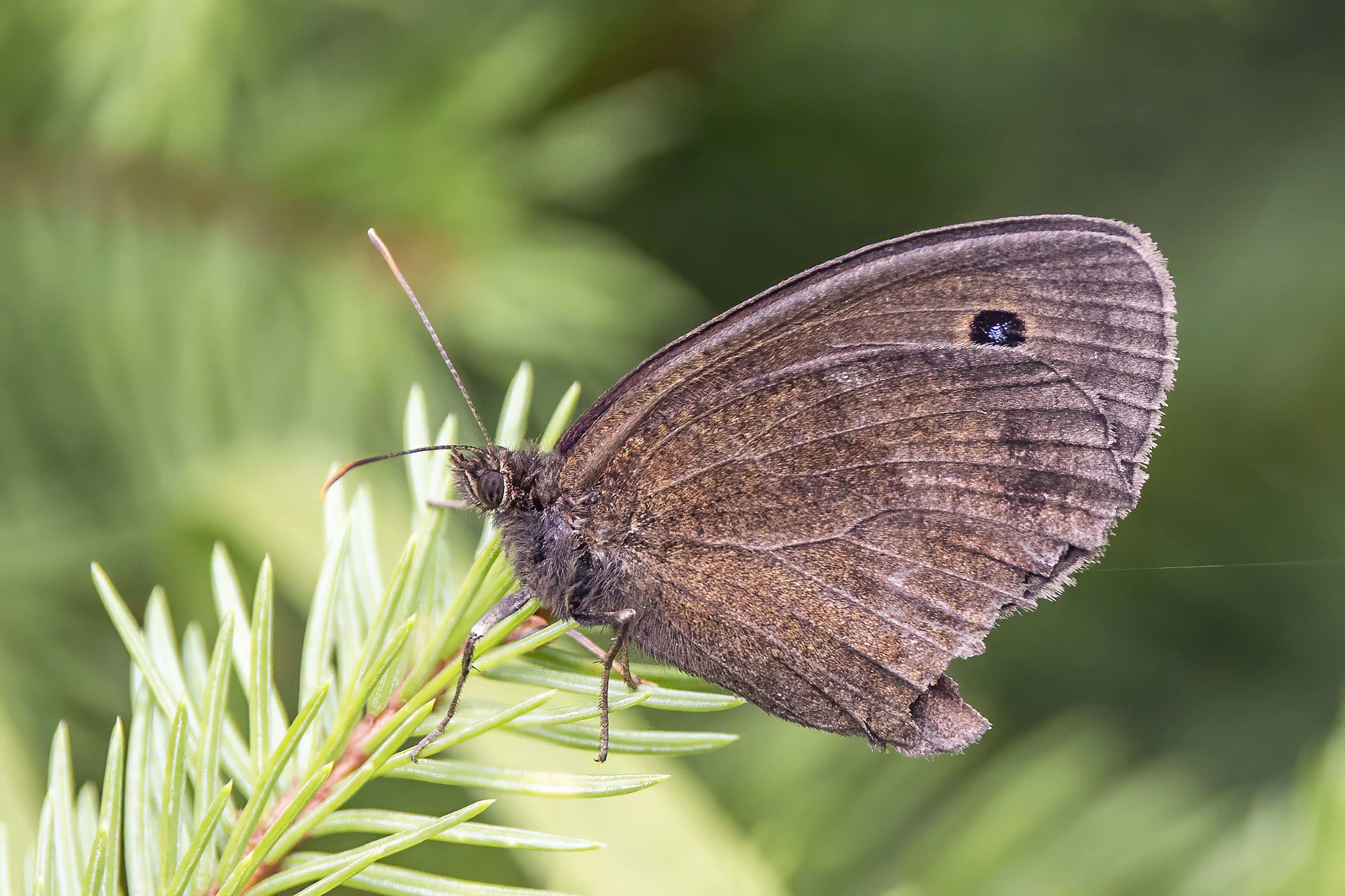
Mascle revers

## Hàbitat
Zones seques, herboses o arbustives; també en camps de conreu. Rang altitudinal des del nivell del mar fins als 1600 m. L'eruga s'alimenta de diverses gramínies i ciperàcies, sobretot Festuca o Bromus, però també Brachypodium pinnatum, Dactylis glomerata, Molina caerulea i Carex, entre d'altres.

## Període de vol i hibernació
Vola en una sola generació entre principi de juny i mitjans de setembre. Hiberna com a eruga.

## Espècies ibèriques similars
- Satyrus actaea
- Satyrus ferula